# Відкрите проєктування

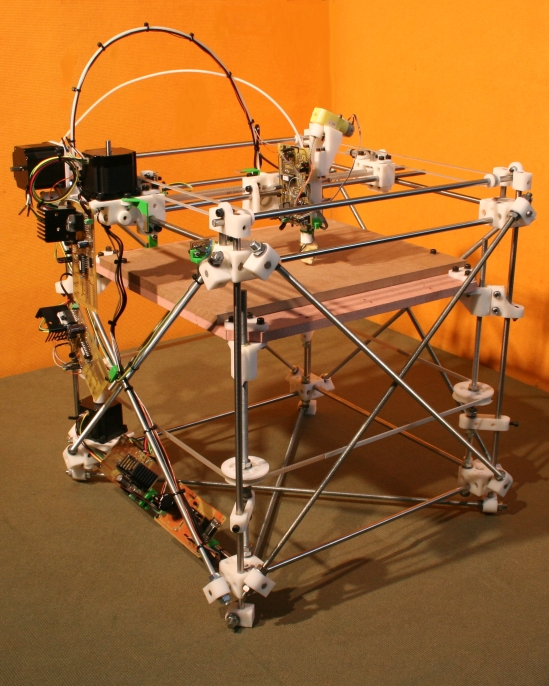
RepRap — 3D-принтер загального призначення, може створювати структури на основі проєктів з відкритими напрацюваннями, сам є проєктом з відкритими напрацюваннями, отже може копіювати самого себе

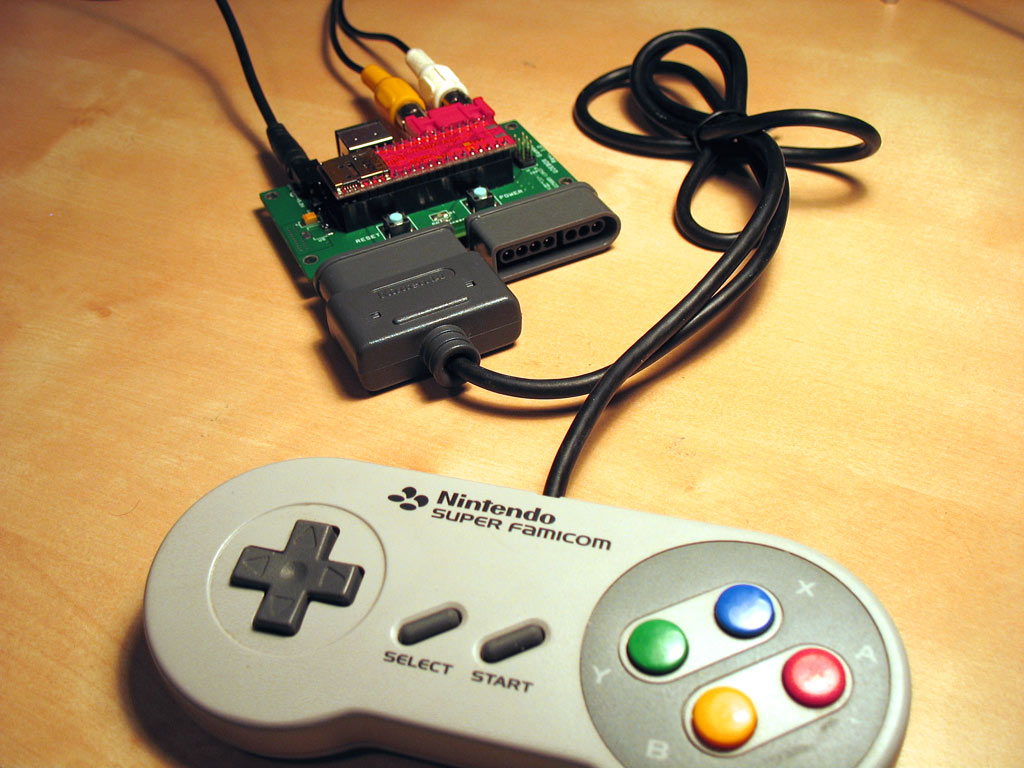
Uzebox — ігрова відеоприставка із загальнодоступними напрацюваннями

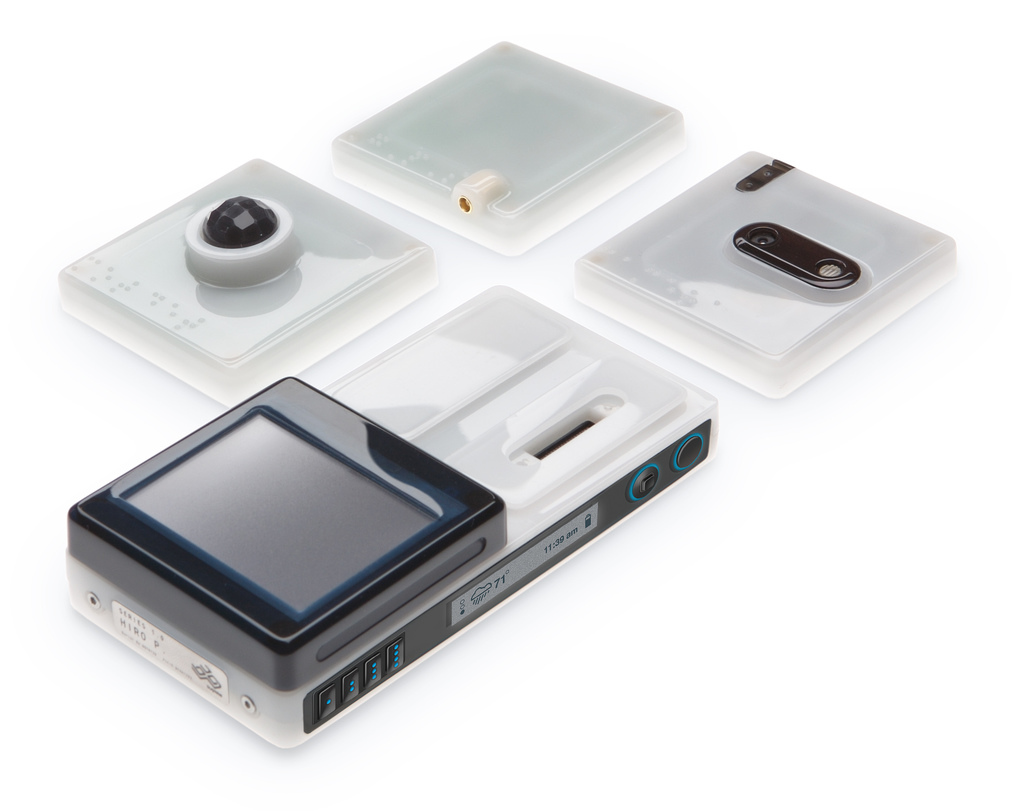
Відкрита мобільна платформа від Bug Labs

Відкрите проєктування (англ. open design) — спосіб розробки та супроводу експлуатації фізичних виробів, а також машин і систем шляхом використання публічної спільно використовуваної інформації про конструкцію. Процес, зазвичай, проходить з використанням глобальної мережі Інтернет, ліцензій Creative Commons і часто виконується без монетизації винагороди. Цілі і філософія ідентичні до політики відкритого коду, але стосовно розробки фізичних виробів, а не програмного забезпечення.

## Витоки руху відкритого проєктування
Початки вільного обміну виробничою інформацією можна знайти у 18 і 19 століттях. Впровадження системи патентування поклало край цьому періоду широкого обміну знаннями.
Новітніми прикладами такого обміну знаннями є вільне програмне забезпечення і політика відкритого коду, від яких і походить принцип вільного проєктування. 1997 року Ерік С. Реймонд, Тім О'Рейлі і Леррі Августін придумали вислів «відкритий код» як альтернативу «вільного програмного забезпечення», і 1997 року Брюс Перенс опублікував The Open Source Definition. Наприкінці 1998 року доктор Сепер Кіані (англ. Sepehr Kiani) (кандидат наук в галузі машинобудування Массачусетського Технологічного Інституту) зрозумів, що розробники апаратури також можуть використовувати у своїй роботі положення політики «відкритого коду», і на початку 1999 року переконав доктора Раяна Валлансе (англ. Ryan Vallance) і доктора Самір Нейфех (англ. Samir Nayfeh) у потенційних перевагах відкриття та публікації напрацювань, використовуваних при проєктуванні пристроїв. Разом вони створили некомерційну організацію — «Фонд відкритого проєктування» (Open Design Foundation) і розпочали розробку Open Design Definition, щоб взяти її за статут організації.
Ідею відкритого проєктування взяли на озброєння або тоді ж, або згодом і інші команди конструкторів, а також — самостійні розробники. Принципи відкритого проєктування тісно пов'язані з принципами розробки відкритого апаратного забезпечення (відкритої платформи), які з'явилися в березні 1998 року, коли Ренойуд Ламбертс (англ. Reinoud Lamberts) з Делфтського технічного університету запропонував на своєму сайті, що присвячений «мікросхемам з відкритим дизайном», створити спільноту розробників пристроїв та апаратури в дусі спільноти розробників вільного програмного забезпечення.

## Поточні напрямки розвитку відкритого проєктування
Рух відкритого проєктування нині має два напрямки розвитку. З одного боку, люди приділяють свій час і застосовують свої навички для проєктів на спільне благо в розвиткових країнах, де фінансування або комерційний інтерес відсутні, а також сприяють поширенню екологічних або дешевших технологій. З іншого боку, відкрите проєктування може забезпечити базу для розробки просунутих проєктів і технологій, які можуть бути за межами ресурсів однієї компанії або країни, а також залучити людей, які не могли б співпрацювати без застосування механізму копілефт. Існує також третій напрямок розвитку, що об'єднує в собі два попередні, для використання місцевих високотехнологічних рішень з метою сталого розвитку розробок.

## Відкрите проєктування порівняно з відкритим вихідним кодом
Рух на підтримку відкритого проєктування ще тільки зароджується, але вже має великий потенціал на майбутнє. В певному сенсі, розробка та конструювання більш підходять для відкритого і спільного розвитку проєктів, ніж більш загальні проєкти з відкритим вихідним кодом, оскільки 3D-моделі і фотографії концептів легше сприйняти зором. Для плідної співпраці навіть немає необхідності, щоб учасники проєкту говорили однією мовою.
Однак є певні перешкоди, які необхідно подолати відкритому проєктуванню, щоб стати настільки ж поширеним, як і вільне програмне забезпечення. При розробці програмного забезпечення застосовуються зрілі доступні і широко використовувані інструменти, а вартість копіювання та розповсюдження коду практично дорівнює нулю. Створення, випробування і зміна фізичної конструкції не такі прості зважаючи на фінансові, фізичні й часові витрати на створення матеріального виробу; хоча доступ до гнучких комп'ютеризованих технологій виготовлення макетів, що з'являються нині, може істотно знизити складність і зусилля на створення прототипів (див. статтю, що присвячена лабораторії виробництва Fab Lab).

## Організації, що проводять відкрите проєктування

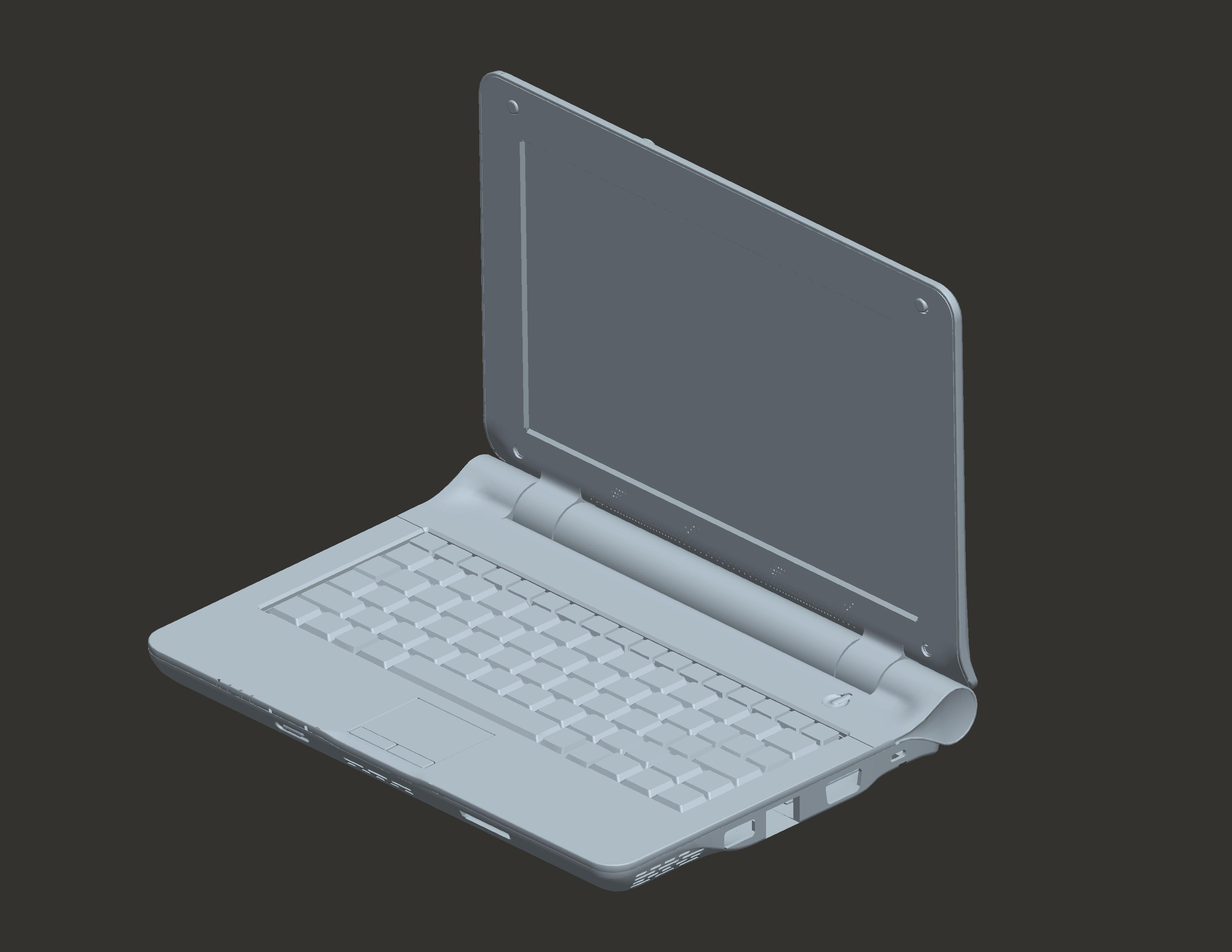
Еталонний проєкт VIA OpenBook в середовищі візуалізації CAD.

Рух на підтримку відкритого проєктування ще занадто молодий і складається з декількох непов'язаних або слабко пов'язаних ініціатив. Багато організацій, які беруть участь у русі є поодинокими, дотаційними проєктами, тоді як кілька команд зосередилися на галузях, що вимагають розвитку.
- Appropedia[ru]
- VOICED[en]
- Instructables[en]
- Humane Informatics — проєкт розробки портативного комп'ютера за 20 доларів.
- VIA OpenBook — проєкт нетбука у форматі CAD, розповсюджуваний за ліцензією Creative Commons Attribution Share Alike 3.0 Unported License.